# Гемма

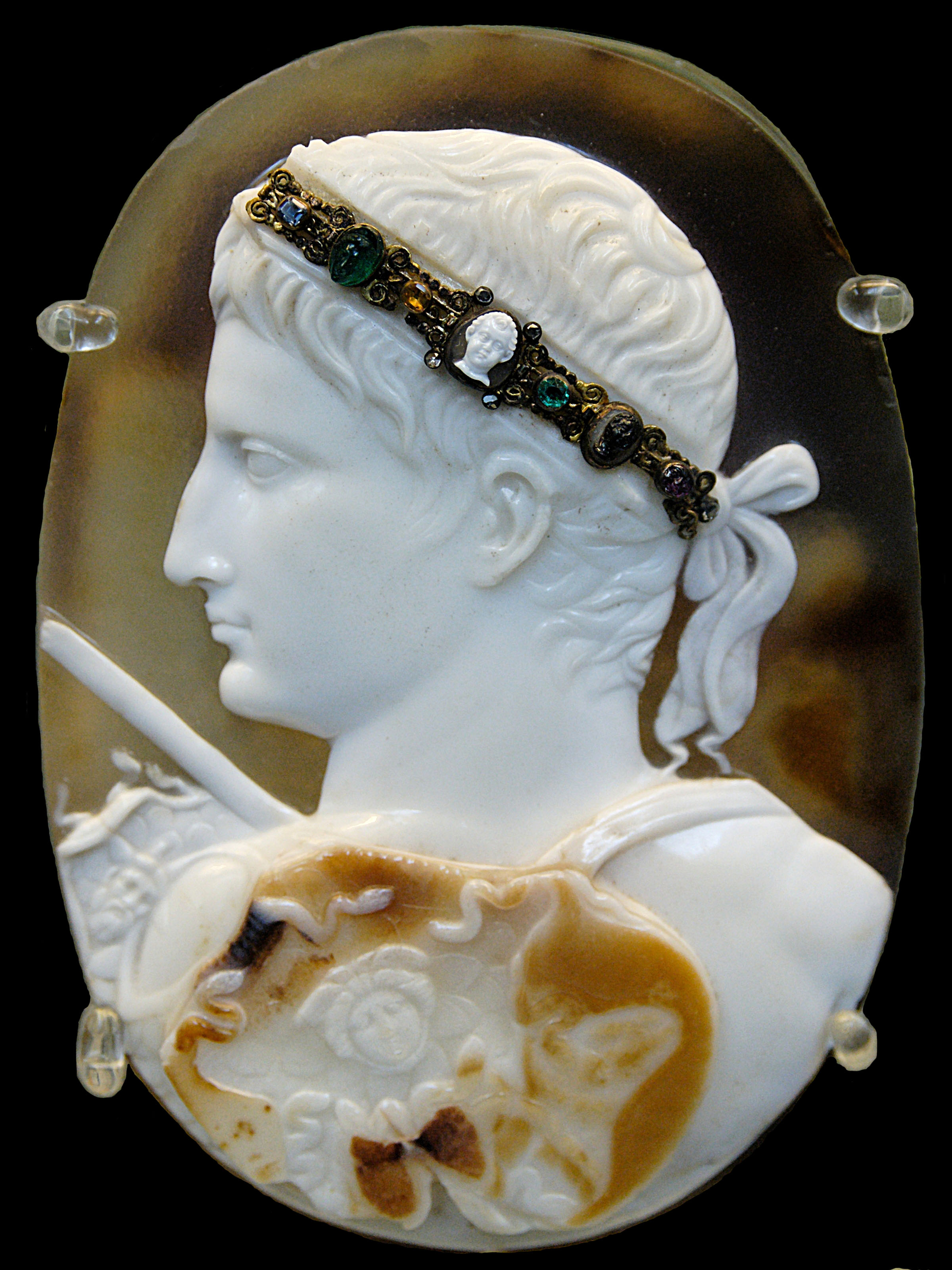
Император Август. Древнеримская камея. 14-20 гг. н. э. Сардоникс. Британский музей, Лондон

Ге́мма (лат. gemma — «глазок», почка на виноградной лозе). В античности весьма своеобразно, по ассоциации с почками растений, «геммами» называли цветные камни узорчатой текстуры. Со временем — только те, которые отличаются блеском, твёрдостью, яркостью и насыщенностью окраски. Такие камни использовали в качестве украшений. Отсюда латинское (позднее ср.греч.) слово «gemmeus» — сверкающий, блистающий, украшенный. Особая твёрдость полудрагоценных (в русскоязычной традиции —  поделочных) камней подсказала идею использовать их для резьбы. Вначале резные камни с углублённым изображением использовали исключительно для перстней-печаток.
Глиптикой (фр. glyptique, от др.-греч. γλύφω — «вырезаю, выдалбливаю») — обобщённо называют искусство резьбы на цветных полудрагоценных камнях, геммах (или глиптах). Собрание глиптов (резных камней) называют глиптотекой. Различают геммы с углублёнными изображениями (инталии) и с барельефными (выпуклыми) изображениями (камеи).

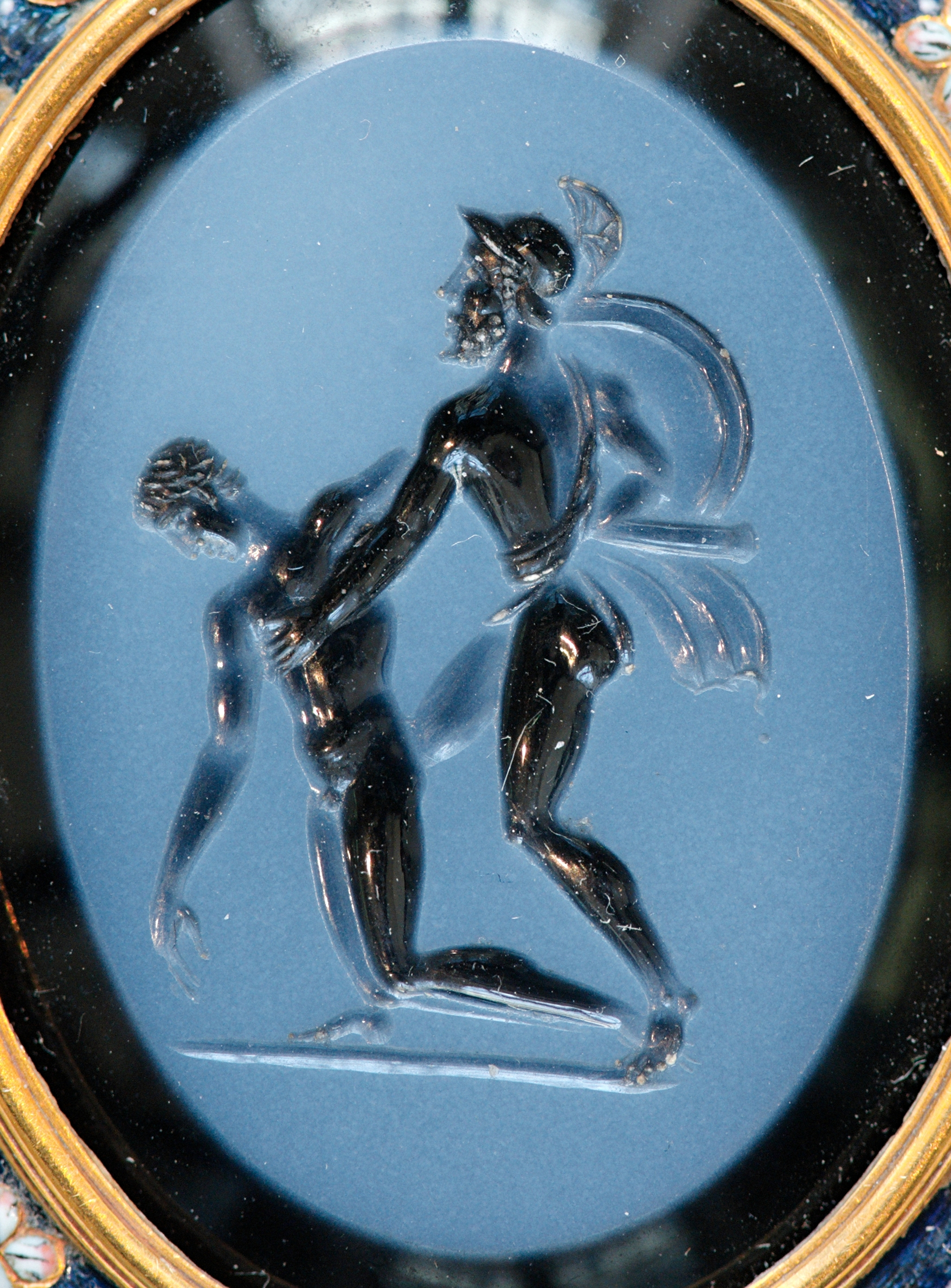
Воин, поддерживающий раненого товарища. Древнеримская инталия. I век до н. э.-I век н. э. Национальная библиотека Франции, Париж

Искусство резьбы по камню известно с древности. В Древней Месопотамии геммы делали ещё в IV тысячелетии до нашей эры. Особенно популярны геммы были в Древней Греции (с VI века до н. э.) и Древнем Риме. В Средние века геммы использовались для украшения церковной утвари, книг, на облачениях священников. Античные геммы носили в виде застёжек на одежде, как медальоны в оправе из драгоценных металлов. Часто геммы украшали перстни с печаткой. Геммы часто использовались как печати, амулеты.
В Эрмитаже хранится одна из самых известных гемм — «Камея Гонзага» из трёхслойного агата с рельефным изображением египетского царя Птолемея II и его жены (III век до н. э.).
При изготовлении гемм используют различные материалы. Обычно для нижних слоев камей берётся более тёмный материал, чтобы на его фоне выделялось резное изображение из более светлого камня. Часто используют сардоникс, имеющий слои различной расцветки. Также в производстве гемм применяют агат, гематит, гранаты, сердолик.